# Aeroporto de Marraquexe-Menara
O Aeroporto de Marrakech-Menara (em árabe: مطار مراكش المنارة) (IATA: RAK, ICAO: GMMX) em Marraquexe, Marrocos, é uma instalação internacional que recebe alguns voos europeus assim como voos de Casablanca e algumas nações do mundo árabe.
Em 2014, o volume do aeroporto ultrapassou os quatro milhões de passageiros. Os dois terminais existentes estão combinados num só grande terminal com 42 000 m² e capacidade para 4,5 milhões de passageiros por ano. O terminal de carga está separado e tem 340 m² de área coberta.
O aeroporto está equipado com um sistema de aterragem ILS de categoria II e oferece rádio ajudas de navegação: VOR–DME–NDB. A plataforma de aeronaves tem um espaço de 125 000 m² capaz de acolher a catorze Boeing 737 e quatro Boeing 747.
Em julho de 2014 estava em construção um terceiro terminal que aumentará a capacidade para nove milhões de passageiros anualmente, a qual se estima que será insuficiente em 2025. Há planos para a construção de um novo aeroporto cujo custo se previa em 4,3 mil milhões * de dirrãs (c. 396 milhões de euros; 1,4 bilhões * de reais).